# Xiang Yanmei
Xiang Yanmei (en chino: 向艳梅; Baojing, 13 de junio de 1992) es una deportista china que compite en halterofilia.
Participó en los Juegos Olímpicos de Río de Janeiro 2016, obteniendo una medalla de oro en la categoría de 69 kg. En los Juegos Asiáticos de 2014 obtuvo la medalla de oro en la misma categoría.
Ganó tres medallas en el Campeonato Mundial de Halterofilia entre los años 2011 y 2015 y una medalla de oro en el Campeonato Asiático de Halterofilia de 2011.

## Palmarés internacional
| Juegos Olímpicos    | Juegos Olímpicos         | Juegos Olímpicos | Juegos Olímpicos |
| Año                 | Lugar                    | Medalla          | Categoría        |
| ------------------- | ------------------------ | ---------------- | ---------------- |
| 2016                | Río de Janeiro (Brasil)  | Medalla de oro   | 69 kg            |
| Campeonato Mundial  |                          |                  |                  |
| Año                 | Lugar                    | Medalla          | Categoría        |
| 2011                | París (Francia)          | Medalla de plata | 69 kg            |
| 2013                | Breslavia (Polonia)      | Medalla de oro   | 69 kg            |
| 2015                | Houston (Estados Unidos) | Medalla de oro   | 69 kg            |
| Juegos Asiáticos    |                          |                  |                  |
| Año                 | Lugar                    | Medalla          | Categoría        |
| 2014                | Incheon (Corea del Sur)  | Medalla de oro   | 69 kg            |
| Campeonato Asiático |                          |                  |                  |
| Año                 | Lugar                    | Medalla          | Categoría        |
| 2011                | Tongling (China)         | Medalla de oro   | 75 kg            |